# Volpert Motzel
Volpert (von) Motzel (1655 Nobilitierung; * 12. Dezember 1604 in Arberg (Hochstift Eichstätt, heute Bayern); † 27. Januar 1662 in Salzburg) war Salzburger Hofkanzler.

## Leben
Volpert war der Sohn des Georg Motzel, fürstbischöflich eichstättischer Kastner in Arberg.
Er studierte von 1619 an der Universität Ingolstadt Mathematik und Physik, von 1627 an in Bourges (Frankreich) und in Italien die Rechte und promovierte mit Doctor iuris utriusque.
Er bereiste Frankreich, Italien und die Niederlande und sprach die Sprachen dieser Länder.
Von 1629 bis 1636 diente er für fünf Jahre dem Stift Augsburg, u. a. 1629 bis 1631 als Professor für Zivilrecht an der Universität in Dillingen. 1637/38 war er Tiroler Regimentsrat und Kammerprokurator. Er versah von 1638 bis 1643 hohe Ämter im Fürstbistum Eichstätt.
Ende 1643 wurde er von Salzburger Erzbischof Paris Graf von Lodron zum Hofrat und Vizekanzler ernannt und erhielt überdies Pflege und Landgericht Neuhaus.
Motzel fungierte 1646 und 1647 als salzburgischer Gesandter bei den Friedensverhandlungen zu Münster und Osnabrück am Ende des Dreißigjährigen Krieges. Von 1652 bis 1654 war er unter den salzburgischen Gesandten auf dem Regensburger Reichstag. 
1649 wurde er Hofkanzler, Geheimer Rat und Lehensprobst. Motzel erhielt 1654 die Salzburgische Landmannschaft. 1655 wurde er von Kaiser Ferdinand III. in den Reichsadelsstand erhoben.
Volpert heiratete am 28. April 1637 in Innsbruck Sara Burgklehner (* 1617 Innsbruck; † 1666 Salzburg), Tochter des Michael Burgklehner von Thierburg und Vollandsegg und der Sara von Reichart. Aus der Ehe gingen neun Kinder hervor, von denen sechs das Erwachsenenalter erreichten.
Motzel und seine Gattin sind in der Stiftskirche St. Peter begraben.